# Cidugala juheli
Cidugala juheli är en skalbaggsart som beskrevs av Karl Adlbauer 2008. Cidugala juheli ingår i släktet Cidugala och familjen långhorningar.
Artens utbredningsområde är Malawi. Inga underarter finns listade i Catalogue of Life.